# Sainte-Gemme (Charente Marittima)
Sainte-Gemme /sɛ̃tˈʒɛm/ è un comune francese di 1 278 abitanti situato nel dipartimento della Charente Marittima nella regione della Nuova Aquitania. Trae il nome da Santa Gemma di Saintonges.

## Società

### Evoluzione demografica
Abitanti censiti